# Transesterificazione
La transesterificazione è la trasformazione di un estere in un altro estere per reazione con un alcol.
La reazione è simile a quella di una normale esterificazione ed è catalizzata da un ambiente acido o alcalino.
Ad esempio:
```
     O                        O
    //                       //
R"-C      +   
R'
-OH   

  

    

      

        
⇆

      

    

    
{\displaystyle \leftrightarrows }

  

  R"-C      +  
R
-OH
    \                        \
     O
R
                       O
R'
```

```
(estere + alcol)         (altro estere + altro alcol)
```

La trans-esterificazione viene utilizzata per produrre biocarburanti a partire da diversi oli vegetali, come ad esempio l'olio di colza (tra i più usati, oltre a quello di canapa), oppure per la sintesi dei poliesteri, e in natura è una reazione utilizzata dai ribozimi nell'auto-splicing.